# Імперіал-Біч (Каліфорнія)
Імперіал-Біч (англ. Imperial Beach) — місто (англ. city) в США, в окрузі Сан-Дієго штату Каліфорнія. Населення — 26 137 осіб (2020).

## Географія
Імперіал-Біч розташований за координатами 32°33′55″ пн. ш. 117°6′52″ зх. д. / 32.56528° пн. ш. 117.11444° зх. д. (32.565354, -117.114567).  За даними Бюро перепису населення США в 2010 році місто мало площу 11,62 км², з яких 10,78 км² — суходіл та 0,84 км² — водойми.

### Клімат
Місто знаходиться у зоні, котра характеризується кліматом тропічних степів. Найтепліший місяць — серпень із середньою температурою 21.1 °C (70 °F). Найхолодніший місяць — січень, із середньою температурою 13.6 °С (56.4 °F).
| Клімат Імперіал-Біч     | Клімат Імперіал-Біч | Клімат Імперіал-Біч | Клімат Імперіал-Біч | Клімат Імперіал-Біч | Клімат Імперіал-Біч | Клімат Імперіал-Біч | Клімат Імперіал-Біч | Клімат Імперіал-Біч | Клімат Імперіал-Біч | Клімат Імперіал-Біч | Клімат Імперіал-Біч | Клімат Імперіал-Біч | Клімат Імперіал-Біч |
| Показник                | Січ.                | Лют.                | Бер.                | Квіт.               | Трав.               | Черв.               | Лип.                | Серп.               | Вер.                | Жовт.               | Лист.               | Груд.               | Рік                 |
| Абсолютний максимум, °C | 30                  | 31                  | 33                  | 37                  | 33                  | 34                  | 35                  | 36                  | 42                  | 40                  | 37                  | 30                  | 42                  |
| Середній максимум, °C   | 18,7                | 18,7                | 19,1                | 19,6                | 20,6                | 21,5                | 23,3                | 23,8                | 24,2                | 22,2                | 20,7                | 18,8                | 20,9                |
| Середня температура, °C | 13,6                | 14,2                | 15                  | 15,9                | 17,3                | 18,8                | 20,2                | 21,1                | 20,5                | 18                  | 15,2                | 13,7                | 16,9                |
| Середній мінімум, °C    | 8,4                 | 9,7                 | 10,8                | 12,3                | 14,1                | 16,1                | 17,2                | 18,4                | 16,8                | 13,8                | 9,7                 | 8,6                 | 13                  |
| Абсолютний мінімум, °C  | −3                  | 0                   | 0                   | 1                   | 6                   | 7                   | 11                  | 11                  | 10                  | 1                   | 1                   | −1                  | −3                  |
| Норма опадів, мм        | 45.7                | 50.8                | 48.3                | 20.3                | 5.1                 | 2.5                 | 2.5                 | 0                   | 5.1                 | 17.8                | 27.9                | 40.6                | 266.7               |
| ----------------------- | ------------------- | ------------------- | ------------------- | ------------------- | ------------------- | ------------------- | ------------------- | ------------------- | ------------------- | ------------------- | ------------------- | ------------------- | ------------------- |
| Джерело: Weatherbase    |                     |                     |                     |                     |                     |                     |                     |                     |                     |                     |                     |                     |                     |

## Демографія
Згідно з переписом 2010 року, у місті мешкали 26 324 особи в 9112 домогосподарствах у складі 6213 родин. Густота населення становила 2266 осіб/км².  Було 9882 помешкання (851/км²).
Расовий склад населення:
| - 62,6 % — білих - 6,6 % — азіатів - 4,4 % — чорних або афроамериканців - 1,0 % — корінних американців - 0,7 % — вихідців з тихоокеанських островів - 18,1 % — осіб інших рас |

До двох чи більше рас належало 6,6 %. Частка іспаномовних становила 49,0 % від усіх жителів.
За віковим діапазоном населення розподілялося таким чином: 25,4 % — особи молодші 18 років, 65,6 % — особи у віці 18—64 років, 9,0 % — особи у віці 65 років та старші. Медіана віку мешканця становила 31,0 року. На 100 осіб жіночої статі у місті припадало 101,1 чоловіків;  на 100 жінок у віці від 18 років та старших — 99,5 чоловіків також старших 18 років.
Середній дохід на одне домашнє господарство  становив 57 479 доларів США (медіана — 46 659), а середній дохід на одну сім'ю — 63 621 долар (медіана — 53 813). Медіана доходів становила 40 696 доларів для чоловіків та 34 944 долари для жінок. За межею бідності перебувало 18,9 % осіб, у тому числі 22,5 % дітей у віці до 18 років та 16,0 % осіб у віці 65 років та старших.
Цивільне працевлаштоване населення становило 10 989 осіб. Основні галузі зайнятості: освіта, охорона здоров'я та соціальна допомога — 17,7 %, роздрібна торгівля — 14,1 %, мистецтво, розваги та відпочинок — 12,8 %.